# 相機陷阱

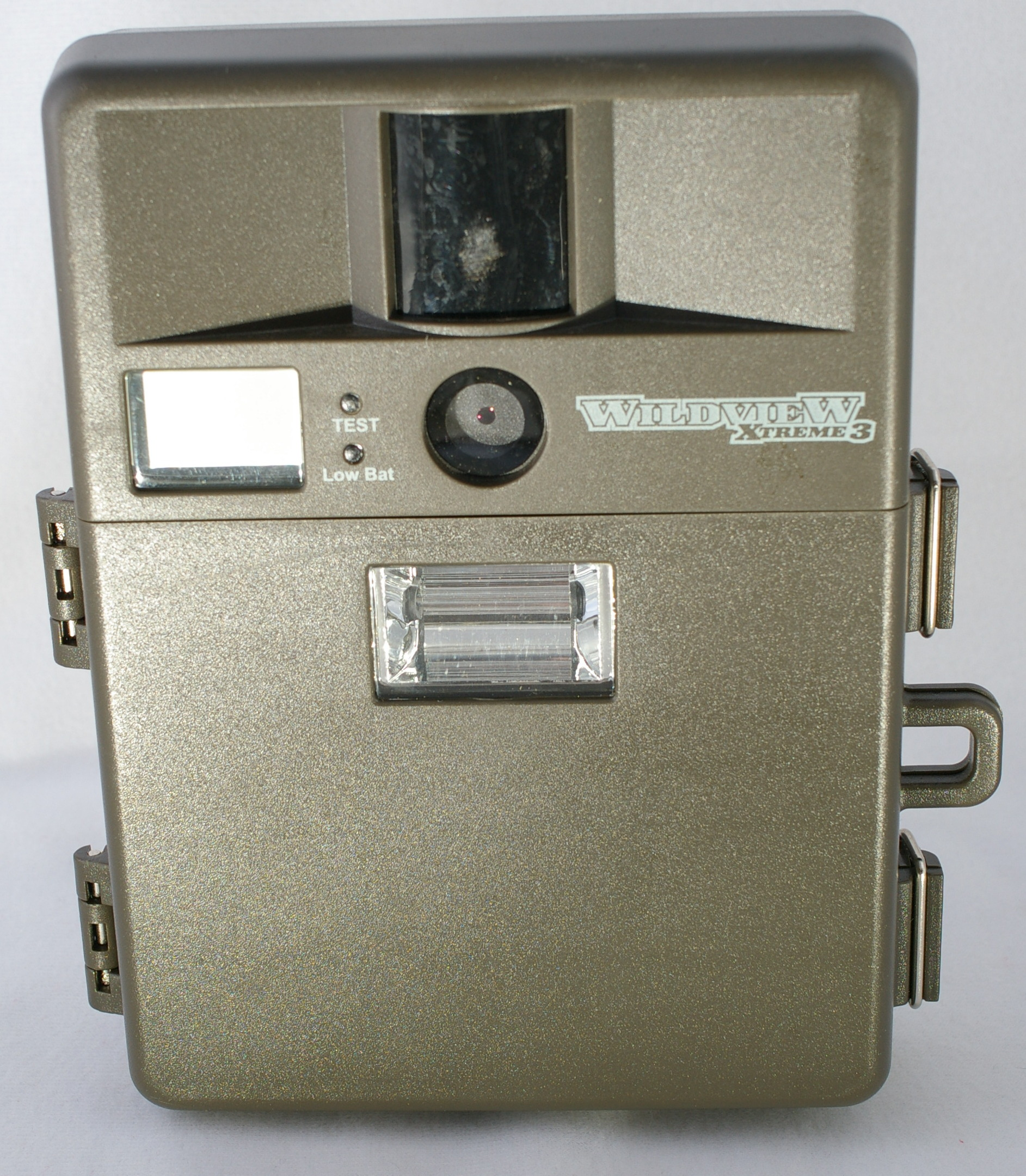
一個相機陷阱

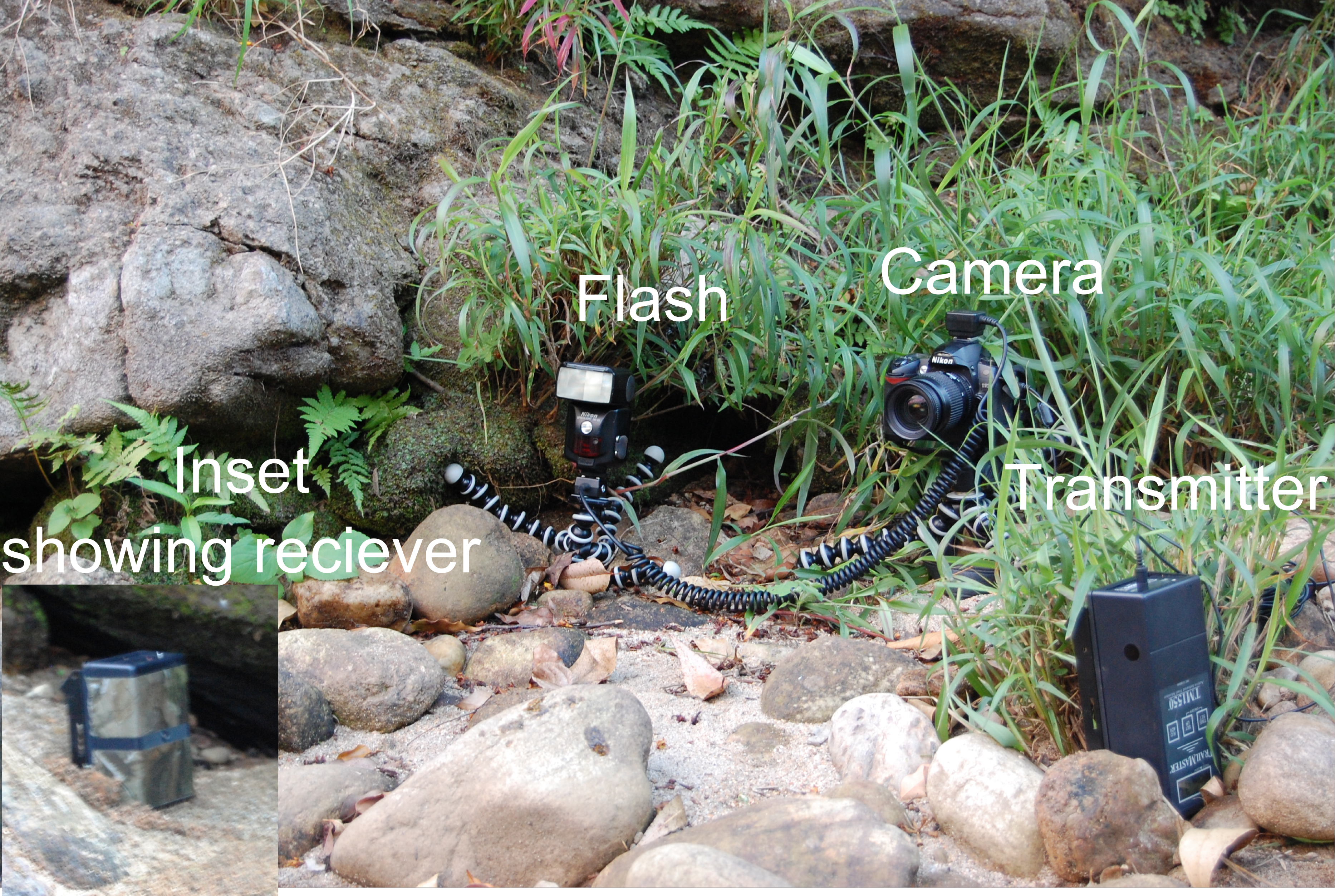
相機陷阱和紅外線信號接收器，這樣放置的設備可以捕獲到通過它們之間的物體

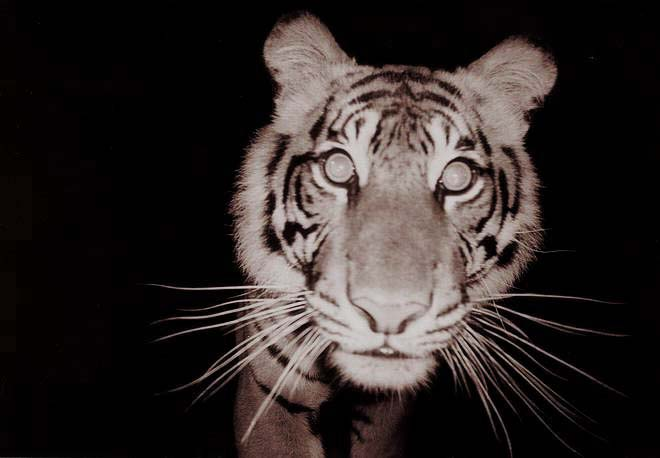
一頭被相機陷阱捕捉到的蘇門答臘虎，這頭貓科動物在一星期之內破壞了三個相機陷阱

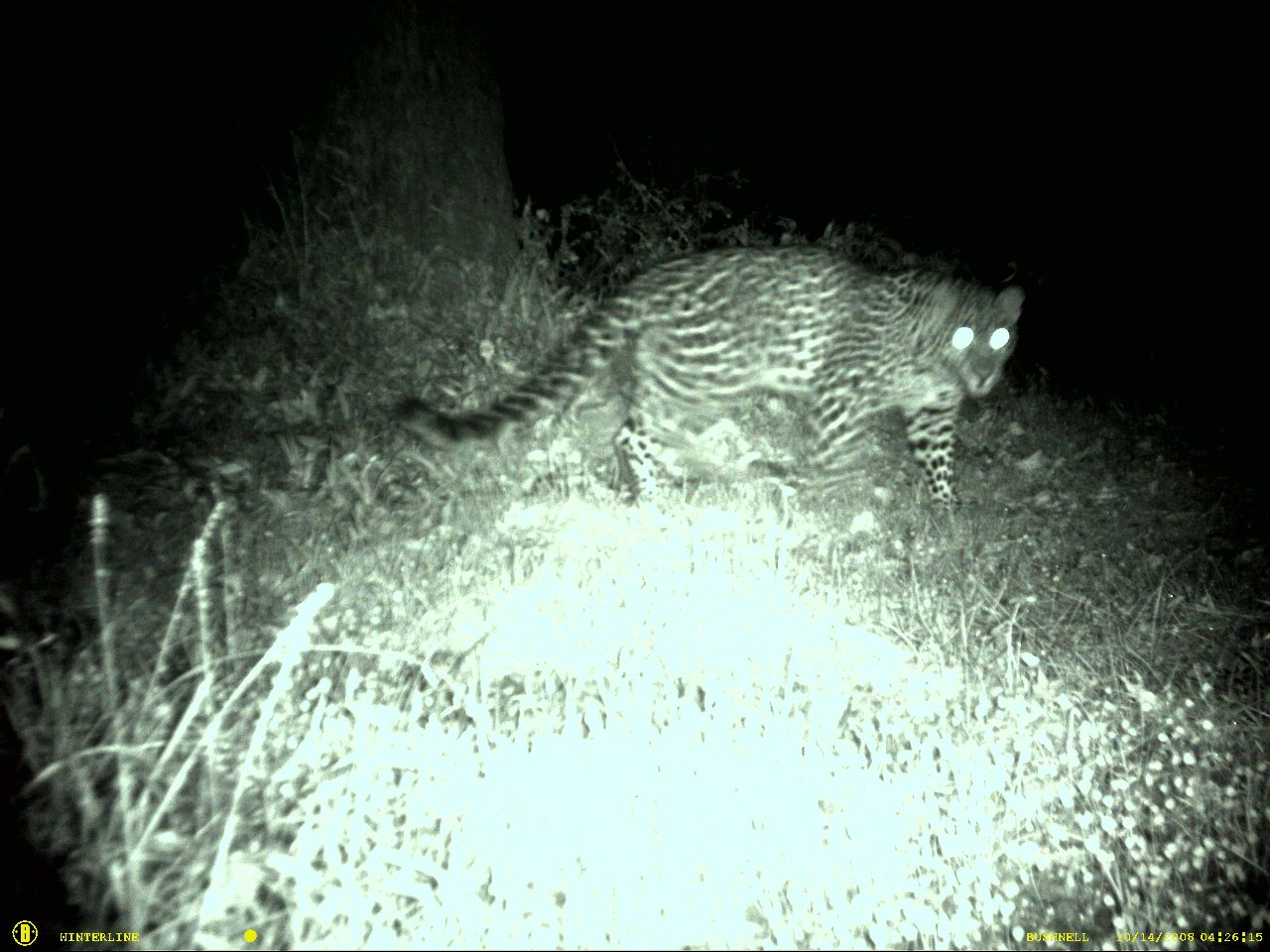
西喜馬拉雅的印度豹

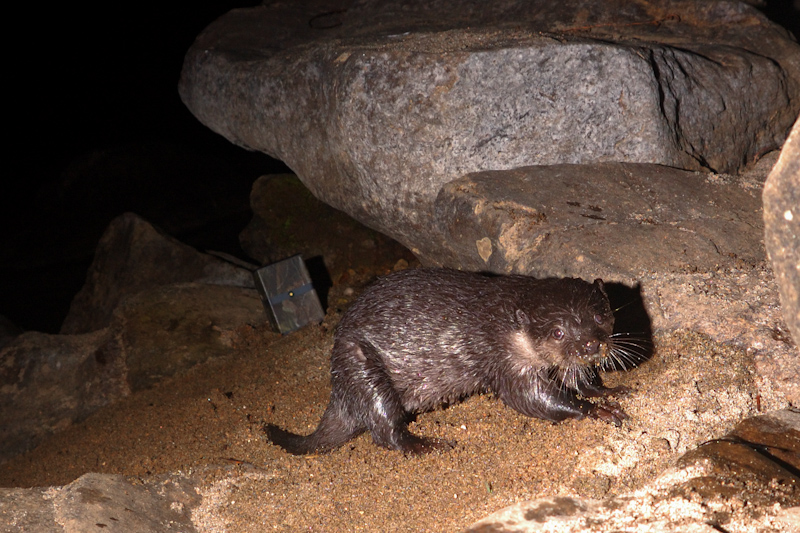
相機陷阱鏡頭捕捉到的水獺

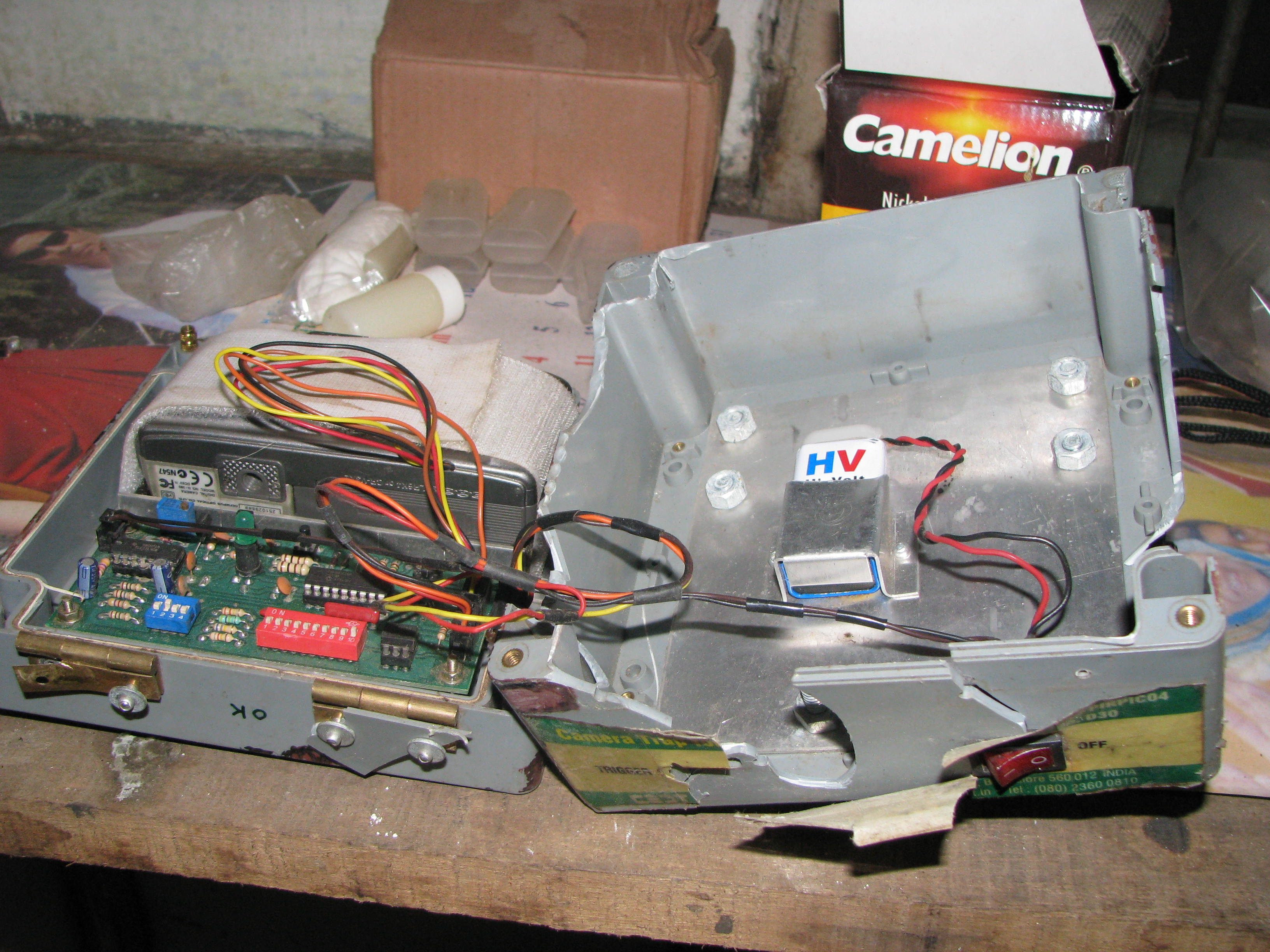
一個被大象破壞的相機陷阱

相機陷阱指使用動作傳感器、紅外探測器或其他光束作為觸發機關的遙控相機。它常被用來拍攝攝影師不容易直接拍得的畫面，多運用在生態研究領域，例如監督狩獵、觀察野生動物、尋找稀有物種等。
這種遙控相機的品質在近些年不斷得到提高，在野外觀察中也愈來愈流行。

## 應用
相機陷阱的一大優點是它可以捕捉到更加精細的鏡頭，比起單純的人類觀察來說，它拍攝的影像還可以反復觀看。 此外，相機陷阱可以持續、靜音運行，也很少會打擾到野生動物。 不過因為有些動物嗅覺、聽覺極為敏銳，還是可以發現相機陷阱的蹤跡的。
因為記載數據很精確，相機陷阱還可以用來計算一個地區的動物數量，這比單純靠人力來數要方便而實惠得多。此外還可以用來探測、尋找新的或珍稀物種。
相機陷阱也可用來探測動物的行為和行動模式。
国际野生生物保护学会、世界野生動物基金會在內的動物保護組織和其他一些非政府組織也會用相機陷阱來記錄偷獵等不法行為。

## 功能
早期的相機陷阱只有簡單的攝影或單拍功能，而今由於數字攝影的應用，相機陷阱拍攝的照片已經可以直接上傳到電腦上了。
相機電池壽命是影響其性能的一大要素，一些相機陷阱雖然可以拍攝很長時間但是因裝配了大型電池而笨重、難以移動。
因為需要遮風擋雨并進行偽裝，這些相機一般會放在防水盒子中。 這些盒子應有防噪設計以免其他動物的好奇行為使其拍攝效果受到影響。

## 注意事項
即使有重重保護，天氣和其他不可測因素還是會影響到相機陷阱的效果。 有時當一些研究者找到他們設置的相機時，它已被破壞掉了，或者因為被野生動物推翻而只攝到了很少的影像。 防止這種現象發生的方法之一是直接將相機設置到動物身上。
想要拍到重要的信息就需要精心選擇相機設置地點，例如一些礦物質鹽地或狩獵小徑等都是常發現野生動物的地點。
一些昆蟲和鳥類因為個體太小所以難以觸發拍攝快門，而一些爬行動物和兩栖類則可能不會被熱感或紅外線攝像機拍到。

## 外部連結
- Softpedia: Camera trap photographs unknown animal （页面存档备份，存于）
- An application of camera traps in ornithological research （页面存档备份，存于）
- A complete guide on how to build and use DSLR Camera traps （页面存档备份，存于）